# Liste des résolutions du Conseil de sécurité des Nations unies adoptées en 2015
Les résolutions du Conseil de sécurité des Nations unies sont les décisions qui sont votées par le Conseil de sécurité des Nations unies.
Une telle résolution est acceptée si au moins neuf des quinze membres (depuis le 17 décembre 1963, 11 membres avant cette date) votent en sa faveur et si aucun des membres permanents qui sont la Chine, les États-Unis, la France, le Royaume-Uni et la Russie n'émet de vote contre (qui est désigné couramment comme un veto).

## Résolutions 2196 à 2199
- Résolution 2196 : la situation en République centrafricaine (adoptée le 22 janvier 2015 lors de la 7366e séance).
- Résolution 2197 : la situation à Chypre (adoptée le 29 janvier 2015 lors de la 7370e séance).
- Résolution 2198 : la situation concernant la république démocratique du Congo (adoptée le 29 janvier 2015 lors de la 7371e séance).
- Résolution 2199 : Menaces contre la paix et la sécurité internationales résultant d’actes de terrorisme (adoptée le 12 février 2015).

## Résolutions 2200 à 2209
- Résolution 2200 : Rapports du Secrétaire général sur le Soudan et le Soudan du Sud (adoptée le 12 février 2015).
- Résolution 2201 : La situation au Moyen-Orient (adoptée le 15 février 2015).
- Résolution 2202 : Lettre par le représentant permanent de la fédération de Russie (Ukraine) (adoptée le 17 février 2015).
- Résolution 2203 : La situation en Guinée-Bissau (adoptée le 18 février 2015).
- Résolution 2204 : La situation au Moyen-Orient (Yémen) (adoptée le 24 février 2015).
- Résolution 2205 : Rapports du secrétaire général sur le Soudan et le Soudan du Sud (adoptée le 26 février 2015).
- Résolution 2206 : Rapports du secrétaire général sur le Soudan et le Soudan du Sud (adoptée le 3 mars 2015).
- Résolution 2207 : Non-prolifération/république populaire démocratique de Corée (adoptée le 4 mars 2015).
- Résolution 2208 : La situation en Libye (adoptée le 5 mars 2015).
- Résolution 2209 : La situation au Moyen-Orient (Syrie) (adoptée le 6 mars 2015).

## Résolutions 2210 à 2219
- Résolution 2210 : La situation en Afghanistan (adoptée le 16 mars 2015).
- Résolution 2211 : La situation concernant la république démocratique du Congo (adoptée le 26 mars 2015).
- Résolution 2212 : La situation en République centrafricaine (adoptée le 26 mars 2015).
- Résolution 2213 : La situation en Libye (adoptée le 27 mars 2015).
- Résolution 2214 : La situation en Libye  (adoptée le 27 mars 2015).
- Résolution 2215 : La situation au Liberia  (adoptée le 2 avril 2015).
- Résolution 2216 : La situation au Moyen-Orient (Yémen)  (adoptée le 14 avril 2015).
- Résolution 2217 : La situation en République centrafricaine  (adoptée le 28 avril 2015).
- Résolution 2218 : La situation concernant le Sahara occidental  (adoptée le 28 avril 2015).
- Résolution 2219 : La situation en Côte d’Ivoire  (adoptée le 28 avril 2015).

## Résolutions 2220 à 2229
- Résolution 2220 : Armes de petit calibre  (adoptée le 22 mai 2015).
- Résolution 2221 : La situation en Somalie  (adoptée le 26 mai 2015).
- Résolution 2222 : Protection des civils en période de conflit armé  (adoptée le 27 mai 2015).
- Résolution 2223 : Rapports du secrétaire général sur le Soudan et le Soudan du Sud  (adoptée le 28 mai 2015).
- Résolution 2224 : Non-prolifération  (adoptée le 9 juin 2015).
- Résolution 2225 : Le sort des enfants en temps de conflit armé (adoptée le 18 juin 2015).
- Résolution 2226 : La situation en Côte d’Ivoire (adoptée le 25 juin 2015).
- Résolution 2227 : La situation en Mali (adoptée le 29 juin 2015).
- Résolution 2228 : Rapports du secrétaire général sur le Soudan et le Soudan du Sud (adoptée le 29 juin 2015).
- Résolution 2229 : La situation au Moyen-Orient (FNUOD) (adoptée le 29 juin 2015).

## Résolutions 2230 à 2239
- Résolution 2230 : Rapports du Secrétaire général sur le Soudan et le Soudan du Sud (adoptée le 14 juillet 2015).
- Résolution 2231 : Non-prolifération (adoptée le 20 juillet 2015).
- Résolution 2232 : La situation en Somalie (adoptée le 28 juillet 2015).
- Résolution 2233 : La situation concernant l’Iraq (adoptée le 29 juillet 2015).
- Résolution 2234 : La situation à Chypre (adoptée le 29 juillet 2015).
- Résolution 2235 : La situation au Moyen-Orient (Syrie) (adoptée le 7 août 2015).
- Résolution 2236 : La situation au Moyen-Orient (FINUL) (adoptée le 21 août 2015).
- Résolution 2237 : La situation au Liberia (adoptée le 2 septembre 2015).
- Résolution 2238 : La situation en Libye (adoptée le 10 septembre 2015).
- Résolution 2239 : La situation au Liberia (adoptée le 17 septembre 2015).

## Résolutions 2240 à 2249
- Résolution 2240 : Maintien de la paix et de la sécurité internationales (adoptée le 9 octobre 2015).
- Résolution 2241 : Rapports du Secrétaire général sur le Soudan et le Soudan du Sud (adoptée le 9 octobre 2015).
- Résolution 2242 : Les femmes et la paix et la sécurité (adoptée le 13 octobre 2015).
- Résolution 2243 : La situation en Haiti (adoptée le 14 octobre 2015).
- Résolution 2244 : La situation en Somalie (adoptée le 23 octobre 2015).
- Résolution 2245 : La situation en Somalie (adoptée le 9 novembre 2015).
- Résolution 2246 : La situation en Somalie (adoptée le 10 novembre 2015).
- Résolution 2247 : La situation en Bosnie-Herzégovine (adoptée le 10 novembre 2015).
- Résolution 2248 : La situation au Burundi (adoptée le 12 novembre 2015).
- Résolution 2249 : Menaces contre la paix et la sécurité internationales résultant d’actes de terrorisme (adoptée le 20 novembre 2015).

## Résolutions 2250 à 2259
- Résolution 2250 :  Maintien de la paix et de la sécurité internationales (adoptée le 9 décembre 2015).
- Résolution 2251 :  Rapports du Secrétaire général sur le Soudan et le Soudan du Sud (adoptée le 15 décembre 2015).
- Résolution 2252 :  Rapports du Secrétaire général sur le Soudan et le Soudan du Sud (adoptée le 15 décembre 2015).
- Résolution 2253 :  Menaces contre la paix et la sécurité internationales résultant d’actes de terrorisme (adoptée le 17 décembre 2015).
- Résolution 2254 :  La situation au Moyen-Orient (Syrie) (adoptée le 18 décembre 2015).
- Résolution 2255 :  Menaces contre la paix et la sécurité internationales résultant d’actes de terrorisme (adoptée le 21 décembre 2015).
- Résolution 2256 :  Tribunal international chargé de juger les personnes accusées de violations graves du droit international humanitaire commises sur le territoire de l’ex-Yougoslavie depuis 1991 - Tribunal international chargé de juger les personnes accusées d’actes de génocide ou d’autres violations graves du droit international humanitaire commis sur le territoire du Rwanda et les citoyens rwandais accusés de tels actes ou violations commis sur le territoire d’États voisins entre le 1er janvier et le 31 décembre 1994 (adoptée le 22 décembre 2015).
- Résolution 2257 :  La situation au Moyen-Orient (FNOUD) (adoptée le 22 décembre 2015).
- Résolution 2258 :  La situation au Moyen-Orient (Syrie) (adoptée le 22 décembre 2015).
- Résolution 2259 :  La situation en Libye (adoptée le 23 décembre 2015).